# Muppety na Manhattanie
Muppety na Manhattanie – amerykańsko-brytyjski film familijny z 1984 roku.

## Fabuła
Żaba Kermit i jego przyjaciele ukończyli szkołę filmową i postanawiają wystawić musical "Melodie Manhattanu" na Broadwayu. Poznają producenta Martina Price'a, który zgadza się wyprodukować spektakl. Okazuje się, że Price jest oszustem, a desperackie próby znalezienia nowego sponsora nie przynoszą efektów. Grupa rozdziela się i szuka pracy po całej Ameryce. Jedynie Kermit i Piggy zostają wierząc, że znajdą producenta...

## Obsada
- Jim Henson – Kermit Żaba/Rowlf/Dr Teeth/Waldorf/Szwedzki szef/Ernie/Babcia/Koń i jeździec/Link Hogthrob/Prezenter wiadomości (głosy)
- Frank Oz – Świnka Piggy/Fozzie/Zwierzę/Bert/Ciasteczkowy Potwór/Orzeł Sam (głosy)
- Dave Goelz – Gonzo/Chester Szczur/Bill Żaba/Zoot/Beauregard/Pies/Dr Bunsen Honeydew/Pingwin (głosy)
- Steve Whitmire – Rizzo Szczur/Gill Żaba/Młody Kermit/Kurczak/Student college’u/Pies/Lew Zealand (głosy)
- Richard Hunt – Scooter/Statler/Janice/Piekarz/Pies/Beaker (głosy)
- Jerry Nelson – Camilla/Lew Zealand/Floyd/Miś/Kurczak/Szalony Harry/Pies/Dr Strangepork/Babcia/Pingwin/Pops/Książę (głosy)
- Juliana Donald – Jenny
- Lonny Price – Ronnie
- Louis Zorich – Pete
- Art Carney – Bernard Crawford
- James Coco – Pan Skeffington
- Dabney Coleman – Martin Price

i inni

## Nagrody i nominacje
Oscary za rok 1984
- Najlepsza muzyka z piosenkami – Jeff Moss (nominacja)